# آرولا
آرولا (به ایتالیایی: Arola) یک کومونه در ایتالیا است که در استان وربانو-کوزیو-اوسولا واقع شده‌است.

## خصوصیات
آرولا ۶٫۵ کیلومترمربع مساحت و ۲۸۴ نفر جمعیت دارد و ۶۱۵ متر بالاتر از سطح دریا واقع شده‌است.